# Grandiana
Grandiana är ett släkte av steklar. Grandiana ingår i familjen fikonsteklar.
Kladogram enligt Catalogue of Life:
| Grandiana | \| \| Grandiana armadillo \| \| \| \| \| \| Grandiana corneliae \| \| \| \| \| \| Grandiana wassae \| \| \| \| |
|           | \| \| Grandiana armadillo \| \| \| \| \| \| Grandiana corneliae \| \| \| \| \| \| Grandiana wassae \| \| \| \| |
|           | Grandiana armadillo                                                                                            |
|           | |
|           | Grandiana corneliae                                                                                            |
|           | |
|           | Grandiana wassae                                                                                               |
|           | |